# Leigh Snowden
Martha Lee Estes, dite Leigh Snowden, est une actrice américaine née le 23 juin 1929 à Covington (Tennessee) et morte d'un cancer le 16 mai 1982 à North Hollywood (Californie).